# Colegiul iezuit din Poznań

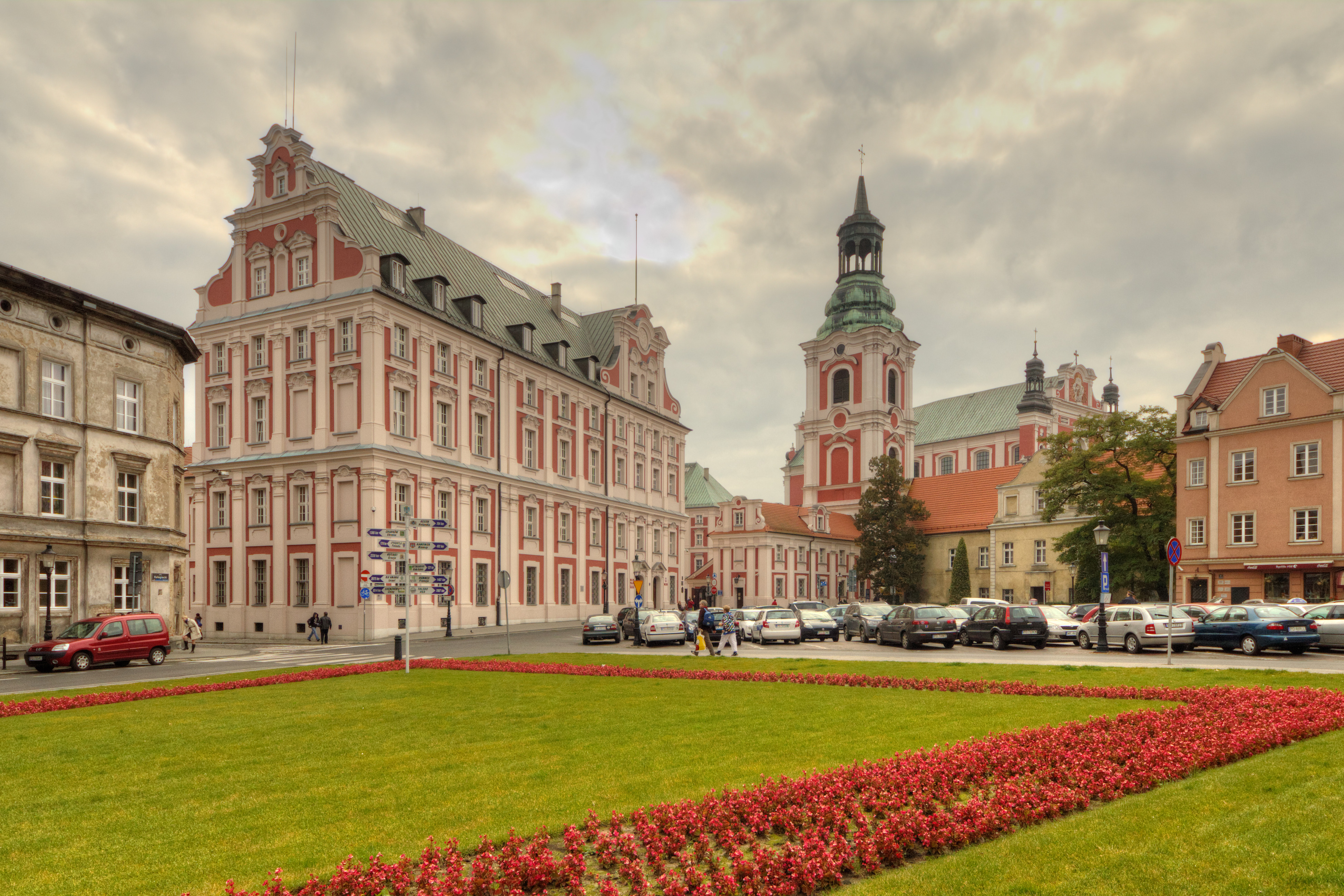
Colegiul iezuit din Poznań

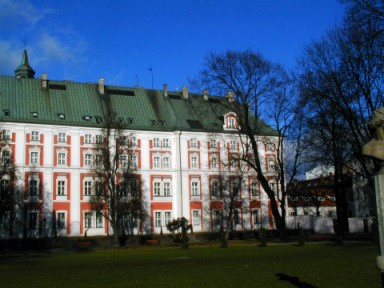
Aripa sudică a clădirii

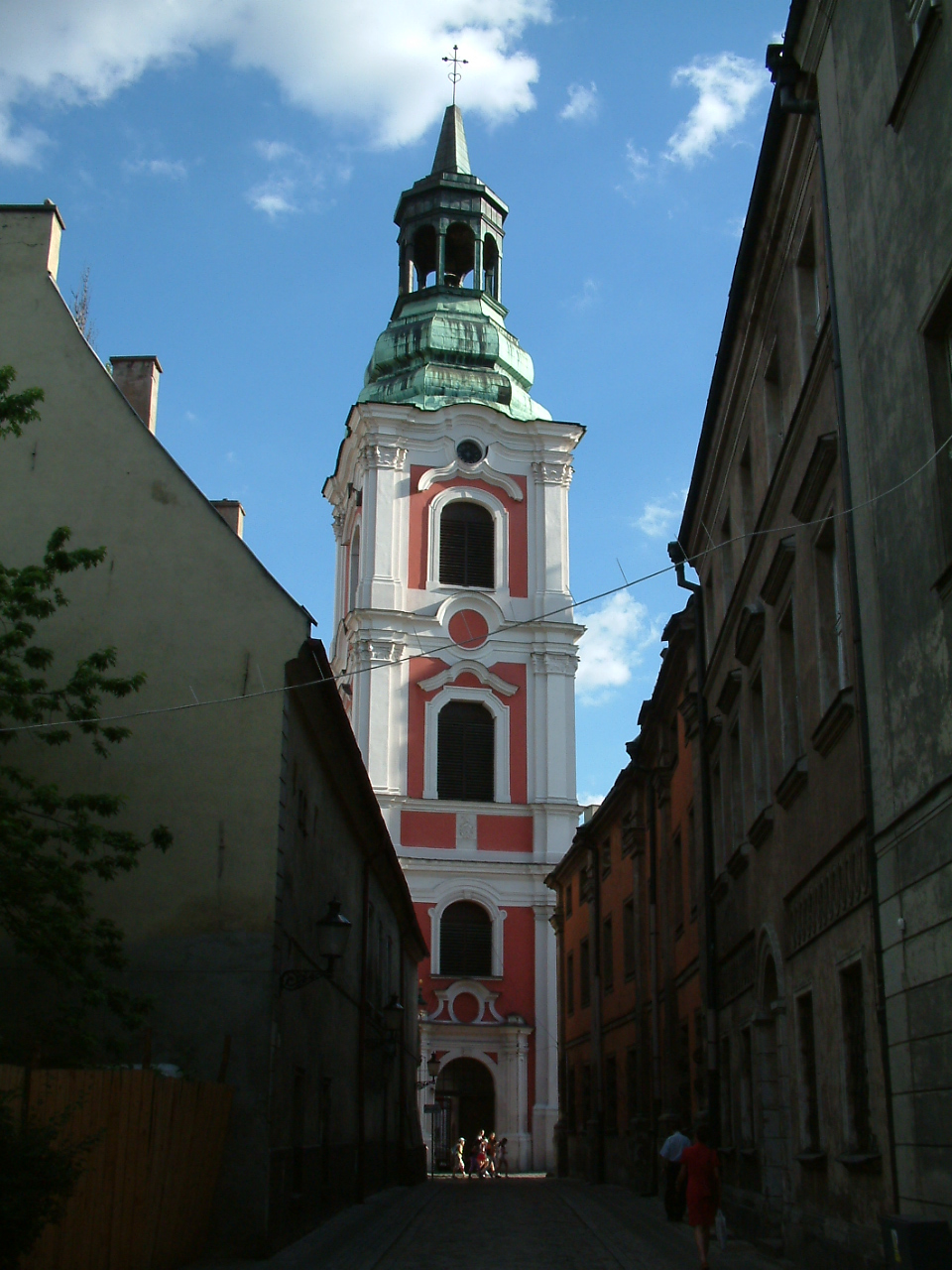
Poarta de intrare

Colegiul iezuit din Poznań (în poloneză Kolegium Jezuickie w Poznaniu) a funcționat între anii 1571-1773, iar din 1611 a primit dreptul de a elibera titlurile de profesor și doctor. A fost practic prima instituție de învățământ superior din Poznań.

## Istoric
În anul 1571 iezuiții au fost invitați de regele Ștefan Báthory la Poznań, unde au intrat în posesia Bisericii Sf. Stanislaw, a două spitale, a școlii Sf. Maria Magdalena (ad Sanctam Mariam Magdalenam) și a numeroase terenuri. Primul rector al instituției a fost Jakub Wujek. Materiile de studiu erau matematica, geometria, fizica, filosofia, dreptul, științele naturii și limbile clasice. Colegiul avea laboratoare bine dotate de fizică și biologie, un observator astronomic și un teatru. 
În 1611 iezuiții au primit din partea regelui Sigismund al III-lea Vasa dreptul de a elibera toate titlurile academice, inclusiv pe acela de profesor, drept reînnoit și reconfirmat în 1650 de Ioan Cazimir al II-lea Vasa și în 1678 de Ioan III Sobieski.
Clădirea colegiului iezuit din Poznań a fost proiectată în anii 1701-1733 de arhitectul italian Giovanni Catenazzi. Cea mai înaltă apreciere a unei Universități ar fi trebuit însă să vină din partea papalității, care nu a ridicat însă colegiul iezuit din Poznań la același rang cu Universitatea Jagellonă din Cracovia.
Odată cu suprimarea Ordinului iezuit în 1773, Colegiul din Poznań s-a unit cu Academia Lubranskia pentru a forma Școala voievodală (Wojewódzka Szkoła Wydziałowa). În urma celei de-a doua împărțiri a Poloniei (1793), când Poznań-ul a fost ocupat de Prusia, aceasta  fost transformată într-un gimnaziu, trecând în deceniile următoare prin mai multe restructurări și schimbări de denumire, fiind transformată în final în Liceul Sf. Maria Magdalena. În 1919 a fost înființată la Poznań Universitatea Adam Mickiewicz, care încă de la început a fost considerată continuatoarea colegiului iezuit.
Clădirea fostului colegiu iezuit a găzduit mai târziu diferite instituții. Între anii 1815-1830 a fost reședința guvernatorului Marelui Ducat al Posnaniei, prințul Anton Radziwill. În perioada postbelică consiliul municipal al Poznań-ului a preluat clădirea în stil baroc, clădire foarte bine conservată, a vechiului colegiu iezuit.